# Von Berchner
von Berchner är en utslocknad svensk adelsätt, adlad 13 december 1691 och introducerad 1693 med nummer 1235. Den utslocknade på svärdssidan 1747 men fortlevde på spinnsidan in på 1800-talet.
Ätten härstammade från Düringen i Tyskland, där Georg Thomas Berchner föddes 1642. Han inkom till Sverige där han var brukspatron. År 1691 adlades han med namnet von Berchner och introducerades två år senare på nummer 1235. Han skrev sig därefter till Norshammar i Svärta socken, Danbyholm och Hagbyberga i Björkviks socken, Fredricsdahl i Vagnhärads socken, Ensta i Tuna socken samt Söderby och Michelsmåsa, alla i Södermanland, och var bosatt på Svärta gård. Han var gift med Elisabeth Störning vars mor var en ofrälse Danckwardt.
Paret fick endast en son, Gerhard von Berchner, som blev brukspatron efter fadern, och skrev sig till Svärta, Stavsjö, Husby, Nääs, Berga och Uttersberg i Krokeks socken i Östergötland. Hans hustru var Brita Wallrave. De fick fyra döttrar och två söner, men en dotter och en son avled små.  Den ende överlevande sonen, Georg Thomas von Berchner, blev kammarherre. Denne var gift två gånger. Första hustrun var Eva Wattrang (1705–1737) född i adelsätten Wattrang. Döttrar i det äktenskapet gifte sig Ridderstolpe, Sandelhielm och Fredenstierna. Andra hustrun var friherrinnan Ulrica Eleonora Ridderstolpe. En dotter i det äktenskapet var statsfrun Ulrika Eleonora Örnsköld, hustru till landshövdingen Per Abraham Örnsköld. Den ende sonen, Georg Thomas von Berchner, avled 1747, fem år gammal och slöt ätten på svärdssidan.

## Personer i ätten
- Brigitta Wallrave von Berchner (1680–1745), bruksägare
- Catharina von Berchner (1672–1769), brukspatron
- Georg Thomas von Berchner (1642–1705), brukspatron, adlad
- Ulrika Eleonora Örnsköld, född von Berchner (1739–1809), statsfru